# L’Albiol
L’Albiol (spanisch Albiol) ist eine Gemeinde im Süden Kataloniens mit 537 Einwohnern (Stand: 2024) und liegt in der Provinz Tarragona und der Comarca Baix Camp. Neben dem Hauptort L’Albiol gehören die Ortschaften Bonretorn und Les Masies Catalanes zur Gemeinde. 

## Lage
L’Albiol liegt etwa 18 Kilometer nordnordwestlich vom Stadtzentrum von Tarragona in einer Höhe von ca. 825 m.

## Bevölkerungsentwicklung
| Jahr      | 1970 | 1981 | 1991 | 2001 | 2011 | 2021 |
| Einwohner | 79   | 76   | 111  | 177  | 451  | 515  |

## Sehenswürdigkeiten
- Burgruine von L’Albiol
- Michaeliskirche von L’Albiol
- Marienkapelle
- Kapelle Santa Rosa in Bonretorn
- Villa Urrutia von 1913

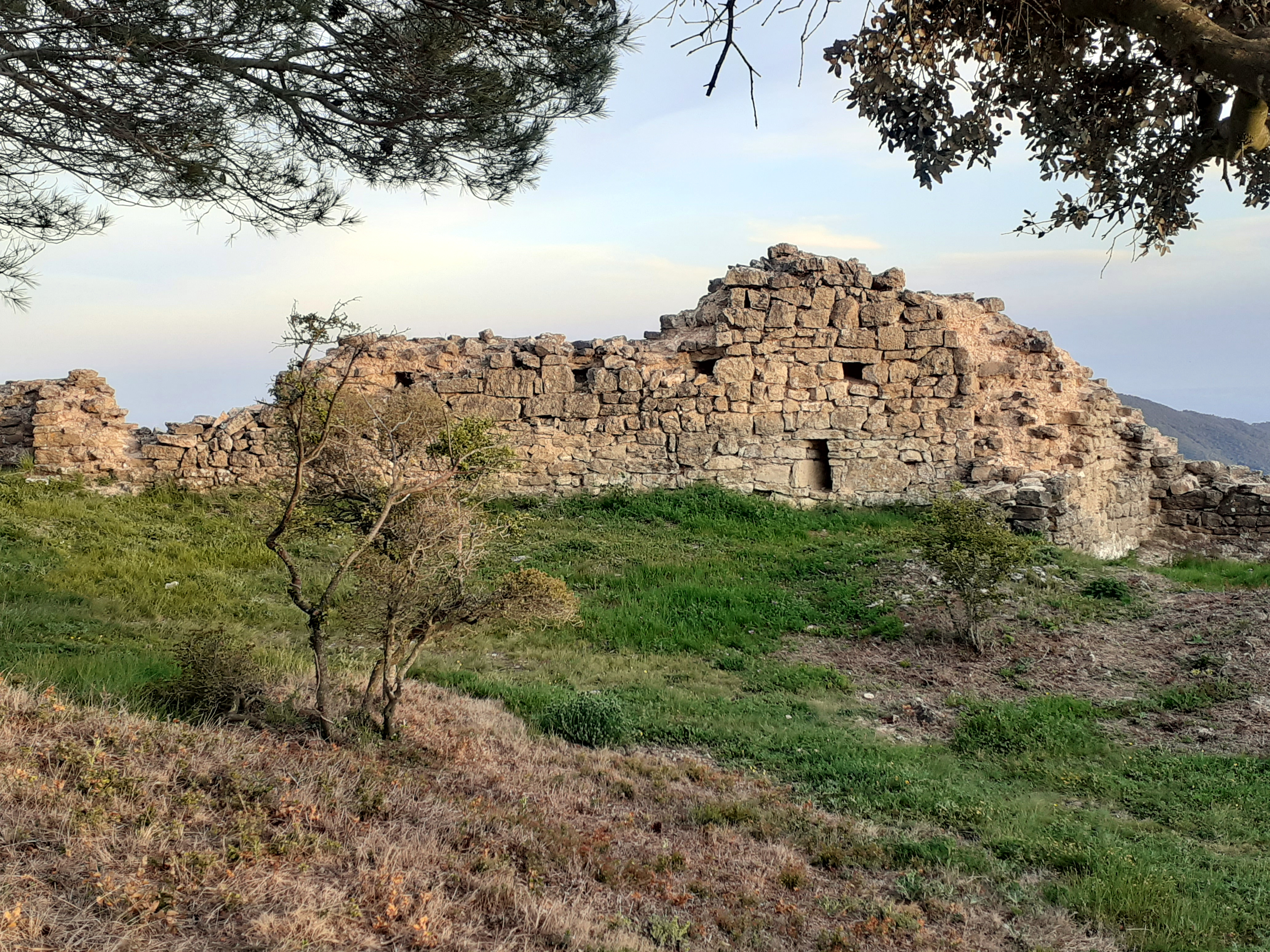
Burgruine
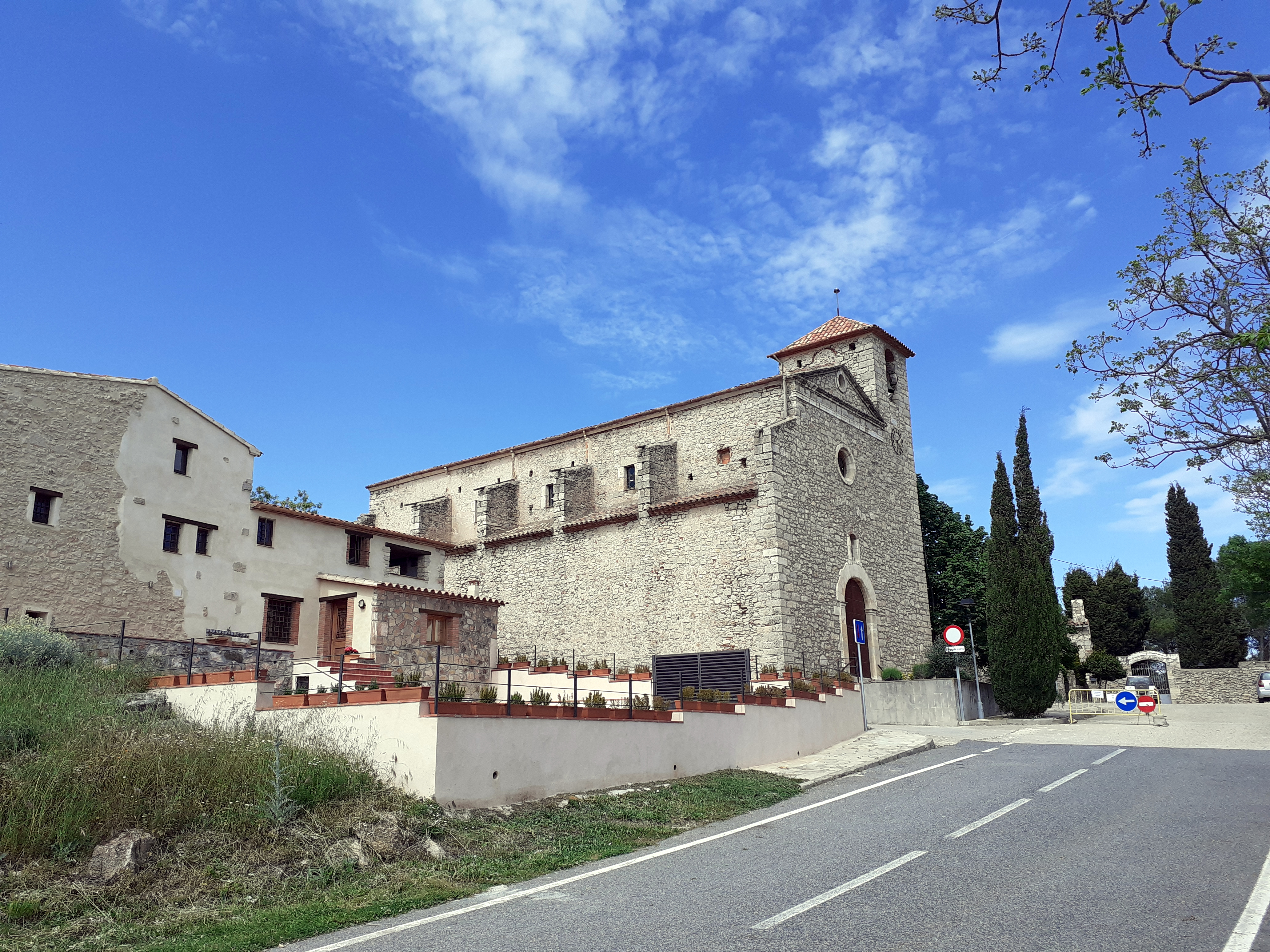
Michaeliskirche
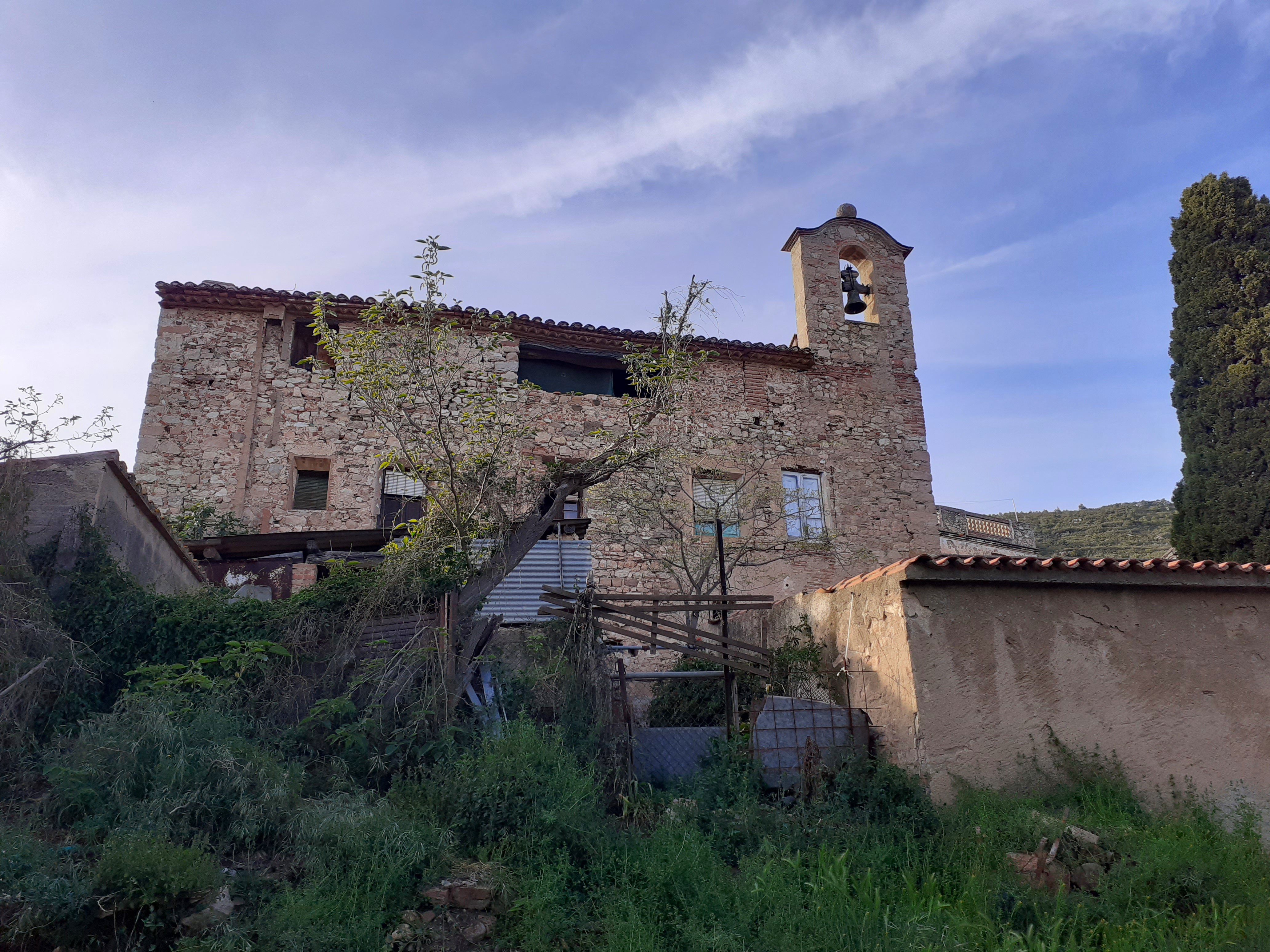
Kapelle Santa Rosa
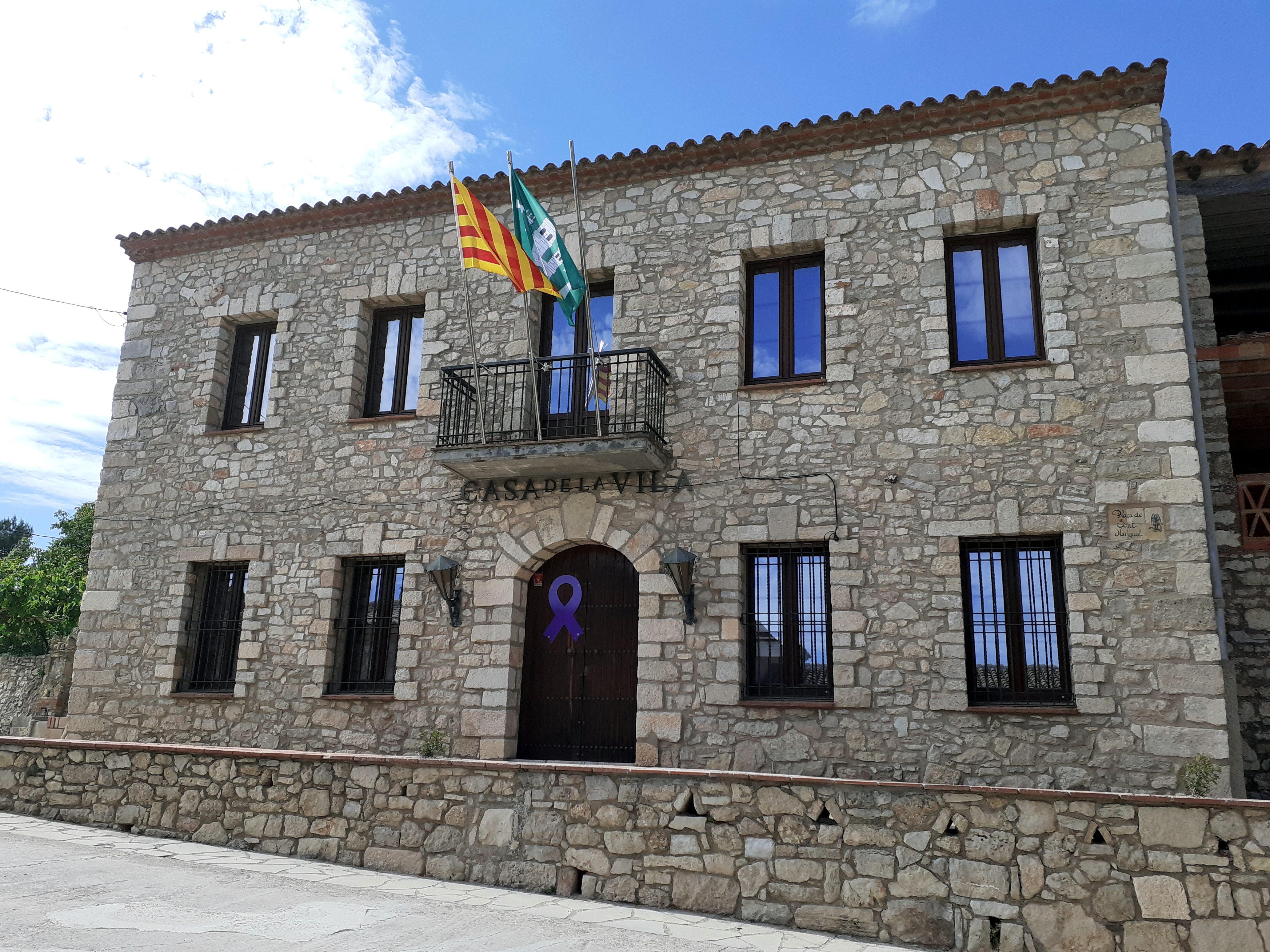
Rathaus
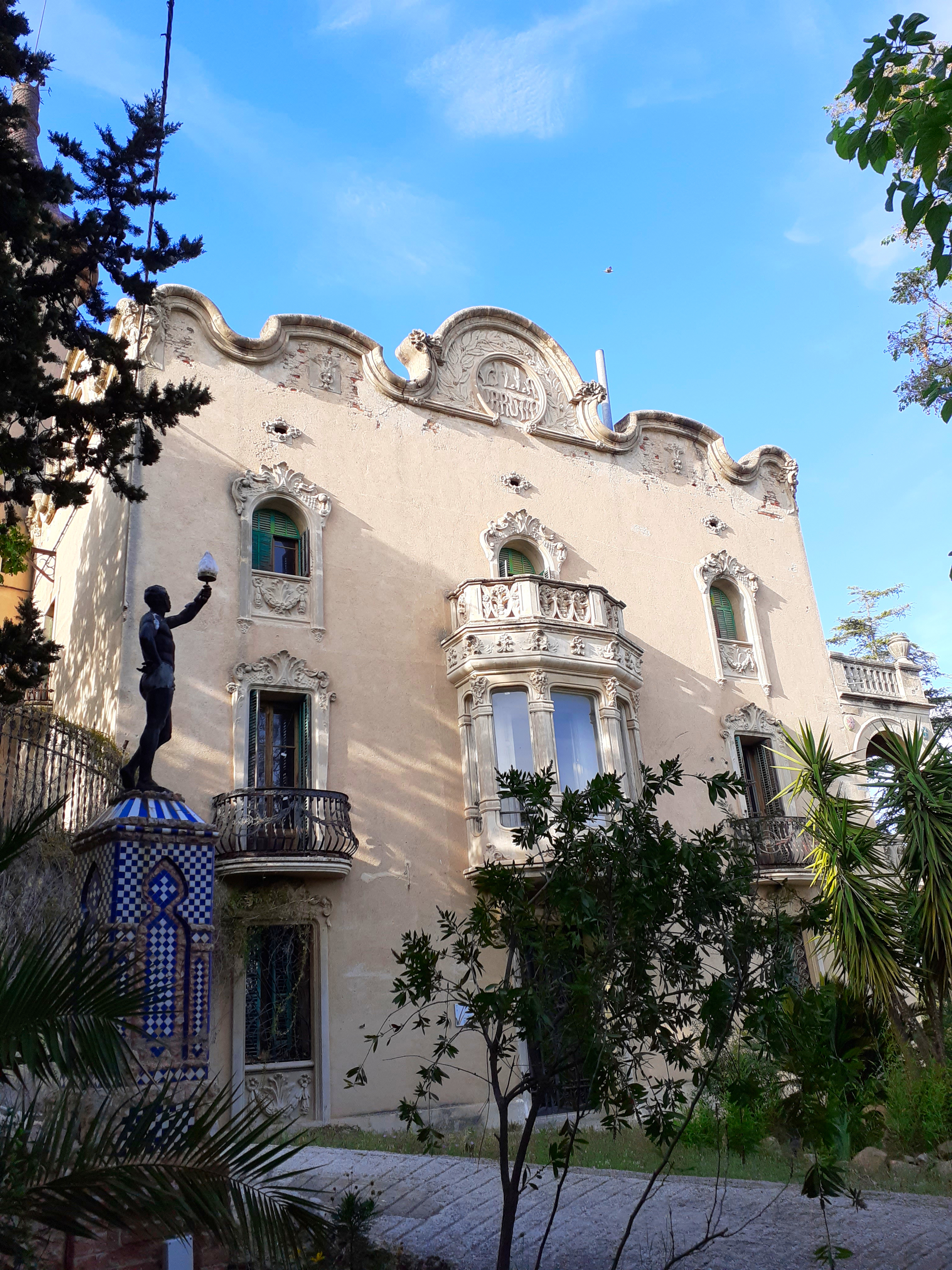
Villa Urrutia